# Badi
『Bʌ́di』（バディ）は日本の成人向けゲイ雑誌。

## 概要
1993年12月22日（1994年誕生1号）創刊。男性同性愛者のための総合情報誌である。第3号まではベスト官能の増刊号だった。スポーツマン、マッチョ、美青年、ジャニ系などの若年層全般から、ガチムチ系や野郎系までを網羅しており、『G-men』など他誌がターゲットを絞っているのに比べ、総合誌の色彩が強い。項数は少ないがデブ専の特集が載ることもあった。芸能人ネタなどのエンターテインメント性の強い記事も得意としている。コメンテーターやライターとして活躍しているマツコ・デラックスやブルボンヌは、以前バディ編集部に勤務していた。発行はテラ出版。販売元はかつてはアダルト系出版社の日正堂だったが、2005年からは科学・技術書の版元として知られた技術と人間社に変わっている。雑誌コードは07485。
創刊から25年目となった2018年の12月17日、2019年3月号で休刊となることが発表された。

## 内容
本誌の内容は官能小説や成人漫画、グラビアで構成されている。比較的最近の号からは表紙の装幀が一見すると一般の男性ファッション誌と見紛うようなオシャレな時もある。グラビアも単に男性ヌードを見せるのではなく、独特な視点から読者にアピールする企画で工夫を凝らしている。読者のニーズに応えた豊富なアンケート企画や国内外のゲイにまつわるニュースも多く掲載している。一般誌でも活躍しているライターの記事もある。
漫画は一般誌で連載を持っていた里見満や広瀬川進、小日向、大久保ニューと言った多数の連載陣をもつ。海外でも人気がある田亀源五郎作品を読める唯一のゲイ雑誌でもある。田亀源五郎の連載「外道の家」は2008年にバディ増刊として3冊発売され、小日向と大久保ニュー作品は2008年にBadi Comicsとして単行化された。最近の流れとしてか「オリジナルDVD」を毎号付録としており（2009年2月現在）、自社でインターネット情報サイトを持ったりと、この業界では革新的である。2008年11月号より成人向け雑誌扱いに変わった。また2009年1月号の15周年記念号より、従来ゲイ雑誌で主流のA5判からB5判にサイズアップした。
2014年2月号の表紙にレイザーラモンHGが登場し、芸人として初めて表紙を飾った。

### 主立った連載陣
連載中（2016年4月現在）
- 田亀源五郎
- 小日向
- 野原くろ
- 前田ポケット
- 竜超

過去の連載陣（一部）
- 伏見憲明
- 尾辻かな子
- 大久保ニュー
- 北丸雄二
- 広瀬川進
- 里見満（さとみつ男児）

## 歴史
新宿2丁目のゲイショップ経営者の平井孝が、ゲイビデオメーカーやゲイショップ等の数社の協力を得て、「強い男のハイパー・マガジン」をキャッチフレーズとして立ち上げた。
1997年、創刊号から続いていた「強い男のハイパー・マガジン」というキャッチフレーズを、1997年6月号から「僕らのハッピー・ゲイ・ライフ」に変更。小倉東による改革の1つとされる

## 価格
以前はオリジナルDVDが付録としてある場合に変動していたが、現在は毎号DVD付録が付いて1472円(税別)。

### 年間購読
badi.tokyoより購読申し込みが可能

## 取扱店
毎月21日全国発売。全国ゲイショップを中心に展開。一般書店の成年雑誌コーナーでも取扱いがある。
2011年現在ではAmazon.co.jpでも取り扱いがある。